# Логіком
Логіком (повне найменування — Товариство з обмеженою відповідальністю «Логіком») — казахстанська компанія, найбільший[джерело?] виробник комп'ютерної техніки, яка виробляється під власною торговою маркою. Крім того, компанія спеціалізується на розробці і впровадженні програмного забезпечення в корпоративному секторі, володіє власною роздрібною торгівельною мережею і сервіс-центрами, здійснює електронну комерцію.

## Історія
Компанія була утворена в 1992 році, коли четверо друзів Дмитро Кан, Сергій Швалов, Максим Кругов і Пак Ін вирішили відкрити власну справу в сфері інформаційних технологій.
Спочатку компанія займалася ремонтом і обслуговуванням радіоелектронної та обчислювальної техніки. У 1992 році студентами-засновниками компанії на горищі Алма-Атинського енергетичного інституту на замовлення був зібраний перший комп'ютер. З цього ж року назва «LogyCom» стає торговою маркою компанії, офіційна реєстрація якої як товарного знака компанії відбулася 4 вересня 1997 року. Акт державної реєстрації компанії виданий 1 квітня 1992 року.
У 1994 році було підписано ОЕМ угоду з корпорацією Intel; казахстанська IT-компанія почала випуск продукції під брендом великої американської корпорації.
Відкриття першого демонстраційного залу і сервісного центру відбулося в 1995 році. У 1998 році в Алматі були відкриті перші п'ять магазинів LogyCom. У 2000 році відкрилося представництво компанії в столиці Казахстану — місті Астані.
У 2002 році «Логіком» отримав сертифікат відповідності міжнародному стандарту ISO 9001: 2000.
У 2003 році компанія отримала свідоцтво про державну реєстрацію об'єкта інтелектуальної власності на систему управління підприємством «LogyCom Astrum».
У 2006 році «Логіком» вступив в члени Казахстанської Асоціації IT-компаній.
4 вересня 2007 року вироблено первинне розміщення облігацій на казахстанській фондовій біржі. Вони були включені в офіційний список KASE по категорії «А». Цінні папери розміщені в повному обсязі на суму 1,9 млрд теньге. На гроші, отримані від розміщення облігацій в 2008 році, було закуплено обладнання корейського виробництва і розпочато будівництво нового заводу зі складання персональних комп'ютерів з плановою потужністю 500 тис. в рік.
У 2010 році проведений комплексний рестайлінг роздрібних магазинів, відбулося повне погашення облігаційної позики «Логіком» на суму 1,9 млрд теньге.
У січні 2013 року компанією було відкрито новий магазин бізнес-формату в столиці Республіки Казахстан — місті Астані.
У 2016 році компанія повністю ліквідувала свій роздрібний напрямок, закривши ритейл-мережу і онлайн-магазин. У компанії мають намір сфокусуватися на B2B і B2G видах бізнесу.